# خردکننده‌ها (آلبوم)
خردکننده‌ها (انگلیسی: The Breaker) هشتمین آلبوم استودیویی اثر گروه موسیقی کانتری لیتل بیگ تاون است. آلبوم در ۲۴ فوریه ۲۰۱۷ توسط کپیتال رکوردز نشویل منتشر شد. خردکننده‌ها در صدر آلبوم‌های برتر کانتری مجلهٔ بیلبورد قرار گرفت و به رتبهٔ چهار در بیلبورد ۲۰۰ رسید. آلبوم همچنین وارد جدول‌های رسمی کشورهای نیوزیلند، کانادا و استرالیا شد.